# Cirolana brucei
Cirolana brucei is een pissebed uit de familie Cirolanidae. De wetenschappelijke naam van de soort is voor het eerst geldig gepubliceerd in 1995 door Javed & Yasmeen.